# ملكة جمال الولايات المتحدة الأمريكية 2007
ملكة جمال الولايات المتحدة الأمريكية 2007 (بالإنجليزية: Miss USA 2007)‏ هي مسابقة ملكة جمال الولايات المتحدة الأمريكية السادسة والخمسين في تاريخ مسابقة ملكة جمال الولايات المتحدة الأمريكية، منذ انطلاقتها عام 1952، عقدت المسابقة في 23 مارس 2007 في لوس أنجلوس، كاليفورنيا، بعد أسبوعين من الأحداث والمنافسة الأولية. توجت راشيل سميث من ولاية تينيسي، بمسابقة ملكة جمال الولايات المتحدة الأمريكية 2007 من قبل حاملة اللقب ملكة جمال الولايات المتحدة الأمريكية السابقة تارا كانر من ولاية كنتاكي.

## النتائج

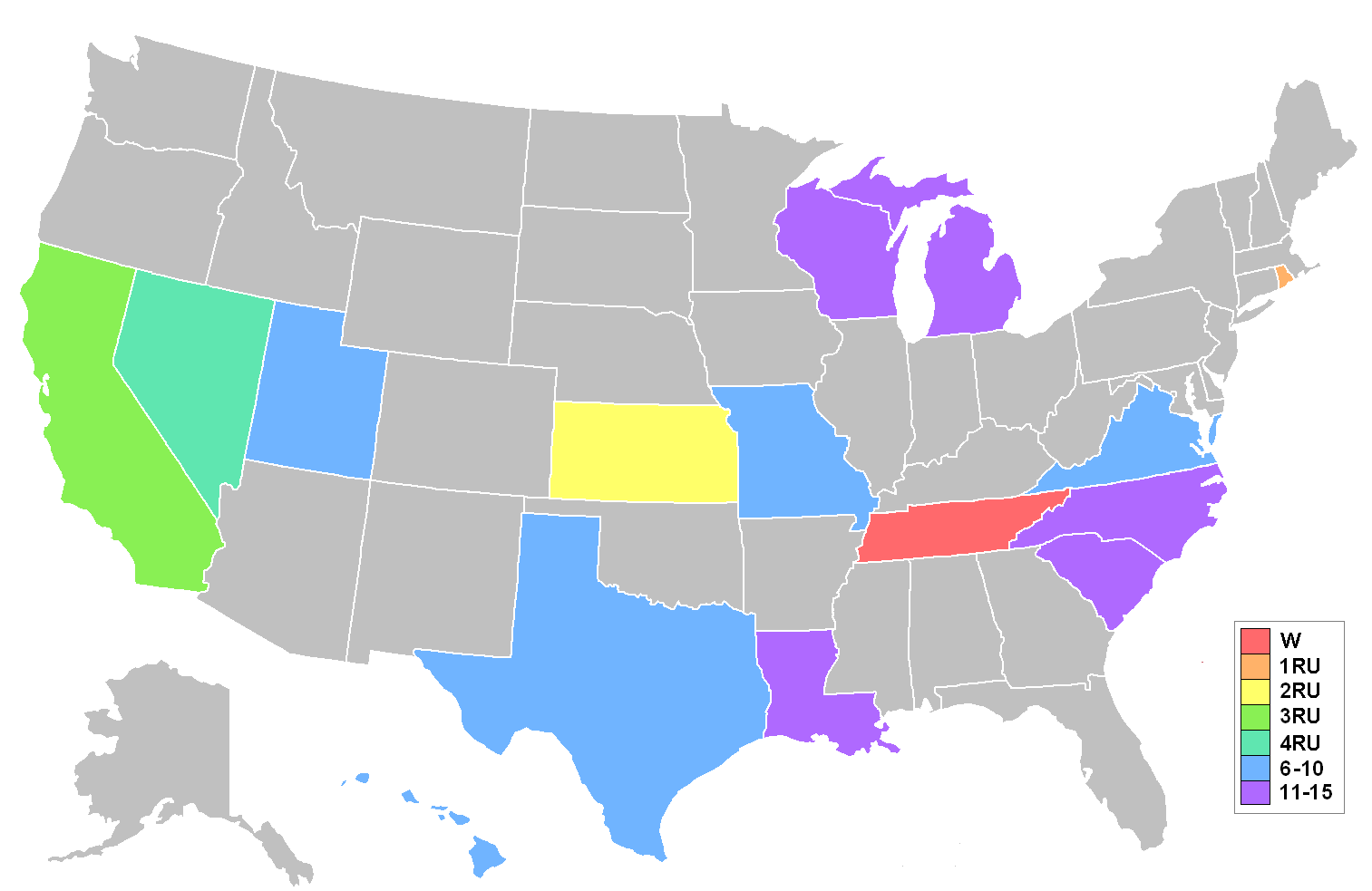
خريطة توضح المراكز حسب الولاية

### المراكز النهائية
| النتائج النهائية                          | المتنافسة |
| ----------------------------------------- | --- |
| ملكة جمال الولايات المتحدة الأمريكية 2007 | - تينيسي - راشيل سميث |
| الوصيفة الأولى                            | - رود آيلاند - دانييل لاكور |
| الوصيفة الثانية                           | - كانساس - كارا غورغس |
| الوصيفة الثالثة                           | - كاليفورنيا - ميغان تاندي |
| الوصيفة الرابعة                           | - نيفادا - هيلين سالاس |
| أفضل 10                                   | - فرجينيا - لورين بارنيت - يوتا - هيذر أندرسون - هاواي - شانيل وايز - تكساس - ماجن إليس - ميزوري - أمبير سير                                      |
| أفضل 15                                   | - كارولاينا الجنوبية - اشلي زايس - لويزيانا - إليزابيث ماكنولتي - ويسكونسن - كيتلين مورال - ميشيغان - كيلي بست - كارولاينا الشمالية -إيرين أوكيلي |

### جوائز خاصة
| جائزة              | متنافسة                   |
| ------------------ | ------------------------- |
| ملكة جمال اللطافة  | - مونتانا - ستيفاني ترودو |
| ملكة جمال الجاذبية | - ألاباما - ريبيكا مور    |

### المنافسة النهائية
| \| الولاية \| ملابس السباحة \| فستان سهرة \| \| ------------------ \| ------------- \| ---------- \| \| تينيسي \| 9.283 (1) \| 9.522 (1) \| \| رود آيلاند \| 8.850 (2) \| 9.158 (2) \| \| كانساس \| 8.682 (4) \| 8.983 (3) \| \| كاليفورنيا \| 8.507 (8) \| 8.468 (4) \| \| نيفادا \| 8.783 (3) \| 8.452 (5) \| \| فرجينيا \| 8.340 (10) \| 8.437 (6) \| \| يوتا \| 8.628 (5) \| 8.253 (7) \| \| هاواي \| 8.515(7) \| 8.200 (8) \| \| تكساس \| 8.567 (6) \| 8.157 (9) \| \| ميزوري \| 8.400 (9) \| 8.032 (10) \| \| كارولاينا الجنوبية \| 8.292 (11) \| \| \| لويزيانا \| 8.158 (12) \| \| \| ويسكونسن \| 8.115 (13) \| \| \| ميشيغان \| 8.083 (14) \| \| \| كارولاينا الشمالية \| 8.042 (15) \| \| | ملكة جمال الولايات المتحدة الأمريكية 2007 الوصيفة الأولى الوصيفة الثانية الوصيفة الثالثة الوصيفة الرابعة أفضل 10 أفضل 15 |            |
| الولاية | ملابس السباحة | فستان سهرة |
| تينيسي | 9.283 (1) | 9.522 (1)  |
| رود آيلاند | 8.850 (2) | 9.158 (2)  |
| كانساس | 8.682 (4) | 8.983 (3)  |
| كاليفورنيا | 8.507 (8) | 8.468 (4)  |
| نيفادا | 8.783 (3) | 8.452 (5)  |
| فرجينيا | 8.340 (10) | 8.437 (6)  |
| يوتا | 8.628 (5) | 8.253 (7)  |
| هاواي | 8.515(7) | 8.200 (8)  |
| تكساس | 8.567 (6) | 8.157 (9)  |
| ميزوري | 8.400 (9) | 8.032 (10) |
| كارولاينا الجنوبية | 8.292 (11) |            |
| لويزيانا | 8.158 (12) |            |
| ويسكونسن | 8.115 (13) |            |
| ميشيغان | 8.083 (14) |            |
| كارولاينا الشمالية | 8.042 (15) |            |

- لم يتم عرض درجة ثوب المساء في نيفادا، ولكن يجب أن تكون أكبر من 8.437.

## المتسابقات
مندوبو ملكة جمال الولايات المتحدة الأمريكية 2007 هم:
- ألاباما - ريبيكا مور
- ألاسكا - بلير تشينويث
- أريزونا - كورتني بارناس[3]
- أركنساس - كيلي جورج[4]
- كاليفورنيا - ميغان تاندي
- كولورادو - كينا بونيلا[5]
- كونيتيكت - ميلاني مودري
- ديلاوير - نيكول بوسو[6]
- مقاطعة كولومبيا - مرسيدس ليندسي
- فلوريدا - جينا إدواردز
- جورجيا - بريتاني سوان
- هاواي - شانيل وايز
- أيداهو - أماندا رامل[7]
- إلينوي - ميا هيستون
- إنديانا - جامي ستولينغز[8]
- آيوا - داني ريفز
- كانساس - كارا جورجس[9]
- كنتاكي - ميشيل بانزر
- لويزيانا - إليزابيث ماكنولتي
- مين - ايرين غود
- ميريلاند - ميشاي هولومان
- ماساتشوستس - ديسبينا ديليوس
- ميشيغان - كيلي بيست
- مينيسوتا - الاء إلوشكا
- ميسيسيبي - جالين وود
- ميزوري - امبير ساير
- مونتانا - ستيفاني ترودو
- نبراسكا - جينيس ويلشر
- نيفادا - هيلين سالاس
- نيو هامبشاير - لورا سيلفا
- نيو جيرسي - ايرين ابراهامسون
- نيو مكسيكو - كيسي ميسر
- نيويورك - جلوريا ألمونتي
- كارولاينا الشمالية - إيرين أوكيلي
- داكوتا الشمالية - راشيل ماتسون[10]
- أوهايو - آنا ميلومود[11]
- أوكلاهوما - كيتلين سيمونز
- أوريغون - شاريثا ماكنزي[12]
- بنسلفانيا - سامانثا جونسون
- رود آيلاند - دانييل لاكورس[13]
- كارولاينا الجنوبية - أشلي زايس
- داكوتا الجنوبية - سوزي هيفرنان
- تينيسي - راشيل سميث
- تكساس - ماغين إليس
- يوتا - هيذر أندرسون
- فيرمونت - جيسيكا كومولي
- فرجينيا - لورين بارنيت
- واشنطن - ليلاني جونز
- فرجينيا الغربية - كيسي مونتغمري
- ويسكونسن - كيتلين مورال
- وايومنغ - روبين جونسون

## روابط خارجية
- موقع ملكة جمال الولايات المتحدة الأمريكية الرسمي